# Skizoo
Skizoo fue una banda española de metal alternativo creada en 2005 por los guitarristas de Sôber Jorge Escobedo y Antonio Bernardini, junto a Morti (voz), Dani Pérez (batería) y, más tarde, Edu Fernández (bajo). Este proyecto duraría 4 años, hasta cuando el grupo Sôber decide volver, dejando un gran número de fanes en el aire.

## Historia
La idea y el proyecto de Skizoo, se formuló en las mentes de Jorge Escobedo y Antonio Bernardini aprovechando la separación temporal de Sôber. Fue entonces cuando Morti estando en su residencia en Barcelona recibe una llamada desde Madrid de parte de Jorge, comentándole la idea e invitándole a formar parte dando vida a la melodía, letras y voz del grupo. Fue así como Skizoo cobró vida. A ellos se unió el bajo de Daniel Criado (XXL) y la batería de Dani Pérez (Saratoga y Stravaganzza), garantizando un gran futuro en el Metal de España, un supergrupo que prometía un gran éxito por sus letras y su fuerte sonido. 
Morti, Jorge, Antonio, Dani y Daniel, grabaron en 2005 su álbum homónimo de debut, que lanzaron al mercado en mayo de ese mismo año con la compañía El Diablo. Al poco tiempo, Daniel Criado abandonó el grupo y le sustituyó Edu Fernández (bajista de Stravaganzza), que también se encarga de los coros en las actuaciones en directo. Así dieron con la formación definitiva. Canciones como "Renuncia al Sol", "Arriésgate", "Habrá que olvidar" o "No todo está perdido" les abrieron un hueco importante y merecido en el panorama nacional. El público respaldó con éxito este primer álbum de la banda (Skizoo, 2005) y sus dos primeros singles (Renuncio al sol y Habrá que olvidar) fueron n.º 1 en la lista de ventas durante varias semanas.
En 2006 ficharon por EMI y reeditaron su primer álbum con la colaboración de Bunbury a las voces en el tema "No todo está perdido". Además añadieron una versión de la canción "Entre dos tierras", de Héroes del silencio, dos remixes y un DVD con imágenes de la primera gira. 
A finales de ese mismo año grabaron en Murcia su segundo álbum, Incerteza, lanzado el 19 de febrero de 2007, último álbum producido por Simón Echeverría (Big Simon), ya que murió antes de su publicación. Este trabajo es claramente más duro y melódico que el anterior, entre la mayoría de sus fanes se dice que es el mejor álbum de la banda. El CD contenía otras 11 nuevas canciones de la banda y venía acompañado de un DVD ofreciendo un making of de la grabación, el videoclip de Dame aire, aspectos de la masterización del disco en Nueva York, sesión de fotos y más extras. 
A principios de 2008 comunican su salida de la multinacional EMI y en mayo de ese año publican su tercer trabajo llamado 3, con la compañía discográfica independiente DFX, trabajo en el cual se experimenta aún más en el sonido de la banda, incluyendo múltiples coros, pero sin alejarse del metal alternativo que les caracteriza. Tercer y último disco de estudio, con 10 nuevos temas y una versión del éxito "The Passenger" de Iggy Pop. Este disco también incluía un DVD con vídeos de la grabación, como los dos anteriores. El disco lo produjo la propia banda en "Estudios Oasis" de Madrid. Del disco destaca el trabajo de Morti con los coros.
Poco después de la salida del disco, Dani Pérez y Edu Fernández dejaron de formar parte de Skizoo y pasaron a sustituirles en los conciertos Iván Ramírez (Exbatería de Ebony Ark) y José Hurtado (Bajista de Coilbox).
El grupo se despidió de sus fanes (poco antes de la vuelta de Sôber) con la publicación del CD "La cara oculta", formado por rarezas, maquetas, colaboraciones y remixes. Un total de 15 canciones creadas a lo largo de toda la trayectoria de la banda y no publicadas anteriormente. Destacan las colaboraciones con Bunbury, Pepe Herrero, Belén Arjona o Shuarma, además de los remixes de Big Simon y Pinkertones o las maquetas originales de sus primeras canciones.
También grabaron el videoclip de "Fuera de lugar" con los fanes que quisieron participar en él, como regalo de despedida.
El 17 de agosto de 2009 Skizoo anunció el parón definitivo en su carrera, mediante un comunicado oficial aparecido en su página web, para el 1 de enero de 2010 anunciar oficialmente la vuelta Sôber. Morti formó en 2012 la banda Inmune, con un estilo parecido al de Skizoo.

### Miembros (2005-2009)
- Morti - Voz

- Jorge Escobedo - Guitarras

- Antonio Bernardini - Guitarras

- Iván Ramírez - Batería

- José Hurtado - Bajo

#### Anteriores
- Daniel Criado - Bajo (2005)
- Dani Pérez: Batería (2005-2008)

- Edu Fernández: Bajo/Coros (2005-2008)

#### Banda Inmune (2012 - presente)
- Morti – Voz
- Paulo Morete – Guitarra
- Micky Vega – Guitarra
- Carlos Dogliani – Batería
- Ian – Bajo

## Discografía

### Álbumes
| Año  | Álbum              | Discográfica |
| ---- | ------------------ | ------------ |
| 2005 | Skizoo             | El Diablo    |
| 2006 | Skizoo (Reedición) | EMI          |
| 2007 | Incerteza          | EMI          |
| 2008 | 3                  | DFX Records  |
| 2008 | La cara oculta     | DFX Records  |

### Singles / vídeos
| Año  | Canción           | Álbum     |
| ---- | ----------------- | --------- |
| 2005 | Arriésgate        | Skizoo    |
| 2005 | Habrá que olvidar | Skizoo    |
| 2005 | Renuncia al Sol   | Skizoo    |
| 2007 | Dame aire         | Incerteza |
| 2007 | Algún día         | Incerteza |
| 2007 | Incerteza         | Incerteza |
| 2008 | Skizoofrénico     | 3         |
| 2008 | Nada es imposible | 3         |
| 2009 | Fuera de lugar    | 3         |